# Fairy Tail
Fairy Tail (jap. フェアリーテイル Fearī teiru) – manga z gatunku shōnen autorstwa Hiro Mashimy. Po raz pierwszy ukazała się 2 sierpnia 2006 roku w 35. numerze magazynu „Shūkan Shōnen Magazine”. Opowiada o przygodach przyjaciół z gildii magów, tytułowej Fairy Tail, czyli dosłownie „ogon wróżki”.
W Polsce manga ukazuje się nakładem wydawnictwa Studio JG od 8 kwietnia 2016 roku.

## Fabuła
Młoda czarodziejka, Lucy, wyrusza do krainy Fiore, aby dołączyć do którejś z popularniejszych gildii magicznych, jednak wie, że jest to bardzo trudne. Jej celem jest jedna z najlepszych gildii w królestwie – Fairy Tail. Na swojej drodze, przez przypadek, spotyka Natsu i jego kompana, Happy'ego. Natsu (zwany też Salamandrem) jest członkiem Fairy Tail i pomaga Lucy, a następnie proponuje by dołączyła ona do gildii.

## Bohaterowie
- Natsu Dragneel (jap. ナツ・ドラグニル Natsu Doraguniru) – główny bohater serii[6]. Jest młodym, beztroskim i lekkomyślnym magiem specjalizującym się w jednej z Magii Zapomnianych, tzw. Smoczych Zabójców. Należy do tytułowej gildii Fairy Tail. Jego członkowski znak znajduje się na ramieniu prawej ręki[7]. Jest w wieku około osiemnastu lat, ma jasnoróżowe włosy i czarne oczy. Nieodzownym elementem jego ubioru jest biały szalik, wykonany z łusek smoka. Jest oddany swoim przyjaciołom i gildii, gotowy zrobić wszystko, aby obronić swoich towarzyszy, jednak jego głównym celem jest odnalezienie swojego przybranego rodzica – Ognistego Smoka, Igneela[8]. Ten, oprócz nauki czytania i pisania, nauczył go Magii Smoczych Zabójców, co zaowocowało całkowitą zmianą ciała chłopca w przypominające smocze. Natsu może więc nie tylko ziać ogniem, ale i jeść rozmaite odmiany ognia, który jest zresztą jego ulubionym posiłkiem. Jednak 7 lipca X777 roku Igneel zniknął bez słowa, pozostawiając chłopca samemu sobie. Nade wszystko ceni swoich przyjaciół. Cierpi na chorobę lokomocyjną[9].

Seiyū: Tetsuya Kakihara 
- Lucy Heartfilia (jap. ルーシィ・ハートフィリア Rūshii Hātofiria) – główna żeńska bohaterka serii[10]. Ma siedemnaście lat i jest brązowooką blondynką. Specjalizuje się w magii Gwiezdnych Duchów, które może przywoływać za pomocą Kluczy do Bram[10], jest również utalentowana w walce batem. Od stosunkowo niedawna należy do Fairy Tail. Jej członkowska pieczęć znajduje się na wierzchu prawej dłoni[11]. Lucy jest pasjonatką literatury i pisze powieść o przygodach, które ją spotkały w gildii, jednak nie chce tego ujawniać, gdyż wstydzi się bardzo pokazywać innym tego, co napisała[12]. Pochodzi z bardzo bogatej rodziny, nienawidzi jednak swojego ojca i uciekła z domu, aby dostać się do gildii magów[13].

Seiyū: Aya Hirano 
- Happy (jap. ハッピー Happī) – partner i najlepszy przyjaciel Natsu, również członek Fairy Tail[14]. Jego znak jest zielony i znajduje się na jego plecach[15]. Ma sześć lat i z wyglądu przypomina niebieskiego, mówiącego kota z okazjonalnie wyrastającymi skrzydłami[16]. W rzeczywistości jest Exceedem – kotopodobną istotą pochodzącą z Edolas, równoległego świata, a jego skrzydła to Aera, typ magii charakterystyczny dla jego rasy. Natsu znalazł duże jajo z niebieskimi znakami i święcie przekonany, że ma do czynienia z jajkiem smoka, być może nawet dzieckiem Igneela, zabrał je do gildii i z pomocą swojej przyjaciółki, Lisanny, wysiadywał je troskliwie[17]. Zamiast oczekiwanego smoczka, z jaja wykluł się właśnie Happy.

Seiyū: Rie Kugimiya 
- Gray Fullbuster (jap. グレイ・フルバスター Gurei Furubasutā) – jeden z głównych bohaterów serii[18]. Używa magii zwanej Lodowym Tworzeniem. Członek Fairy Tail, którego gildyjny znak znajduje się poniżej obojczyka[19]. Ma czarne włosy jak i oczy. Często sprzecza się z Natsu[20] – jak twierdzi Lucy – przez przeciwstawny charakter ich magii. Gdy tylko pierwszy raz się zobaczyli, od razu "nie przypadli sobie do gustu" i już wtedy zaczęli sobie skakać do gardeł. Mimo to przyjaźnią się ze sobą. Jego rodzice zostali zabici przez demona Deliorę, a on sam cudem przeżył. Został znaleziony przez Ur, potężnego maga lodu zamieszkującego okolicę[21]. Pałając żądzą zemsty na demonie, zgodził się pobierać u niej nauki. Oprócz magii, metody nauczania Ur przyczyniły się do nabycia przez jej podopiecznego jeszcze jednej, nieco mniej pożądanej cechy – tendencji do podświadomego rozbierania się[22].

Seiyū: Yūichi Nakamura 
- Erza Scarlet (jap. エルザ・スカーレット Eruza Sukāretto) – jest czerwonowłosą dziewiętnastolatką o brązowych oczach. Jest uważana za najsilniejszą kobietę w Fairy Tail[12], co zaowocowało przydomkiem „Tytania”, Królowa Wróżek[23]. Posługuje się magią ogółem określaną jako „Rycerska”. Każda osoba korzystająca z tej magii potrafi przywoływać broń z innej, stworzonej przezeń sfery[23]. Erza rozwinęła tę możliwość, czego wynikiem jest możliwość przywoływania nie tylko broni, ale również rozmaitych zbroi, które zwiększają jej możliwości w walce[23]. Według niej samej posiada w arsenale około 100 różnych zbroi[24]. Jej członkowska pieczęć znajduje się na jej lewym ramieniu. Jest dojrzała, surowa, zaradna, mocno trzyma się zasad jak i pilnuje, by inni też się ich trzymali. Najczęściej nosi zbroję z uwagi, iż czuje się w niej bezpiecznie. Niegdyś była niewolnicą, zmuszaną do wykonywania ciężkiej pracy przy budowie tzw. Systemu R[25]. Przy próbie ucieczki została dotkliwie pobita, w wyniku czego straciła prawe oko (zostało ono zastąpione magicznym, wyglądającym tak samo, lecz niemogącym łzawić). O istnieniu magii dowiedziała się od Roba, byłego członka gildii Fairy Tail, przyjaciela Makarova. Stary mag ocalił ją również od śmierci, zasłaniając ją swoim ciałem podczas wybuchu rewolucji, co przyczyniło się do rozbudzenia mocy magicznych u Erzy.

Seiyū: Sayaka Ōhara 
- Makarov Dreyar (jap. マカロフ・ドレアー Makarofu Doreā) – mistrz gildii Fairy Tail, jeden z "Dziesięciu Świętych Magów"[26]. Makarov jest już bardzo wiekowym (88 lat[27]) czarodziejem i chciałby przekazać dowództwo nad Fairy Tail komuś innemu, jednak uważa iż nikt w gildii nie jest w stanie, by podołać temu zadaniu. Ma on bardzo luźny stosunek co do zasad panujących w świecie magów, własnym podwładnym sugeruje by robili to, co sami uważają za słuszne, nie kierując się przy tym żadnymi odgórnie narzucanymi prawami, które często nie są wcale tak dobre jak się wydaje. Mimo iż sprawia wrażenie mądrego starca, prawiącego młodym kazania – za dawnych lat, z charakteru przypominał Natsu (był niecierpliwy i łatwo wpadał w złość). Jest on niezwykle potężnym magiem, który potrafi posługiwać się różnymi stylami magii, zależnie od aktualnych potrzeb. Zazwyczaj przemienia się w olbrzyma o niebywałej sile fizycznej, potrafi również wykorzystywać tzw. „Prawo Wróżki”, jedno z najsilniejszych, zaliczanych do legendarnych poznanych dotąd zaklęć[28][29]. Warto również wspomnieć, iż jest on trzecim mistrzem Fairy Tail (po Purehito i Mavis). Po siedmioletniej przerwie, kiedy mistrzem był Macao i kilku minutom pod dowództwem Gildartsa, Makarov został szóstym mistrzem gildii[30].

Seiyū: Shinpachi Tsuji 
- Mirajane Strauss (jap. ミラジェーン・ストラウス Mirajēn Sutorausu) – dobroduszna kelnerka oraz "dziewczyna z okładki" gildii Fairy Tail[31]. Starsza siostra Elfmana i Lisanny (przez pewien czas uważanej za martwą). Zarówno Mirajane jak i Elfman, i Lisanna są użytkownikami tzw. "Magii Przejęcia" (Take Over), która pozwala na zamianę w dany rodzaj potwora (Mirajane w demona/diabła, Elfman w różne bestie a Lisanna w zwierzęta). Po rzekomej śmierci najmłodszej siostry, Lisanny, Mirajane straciła wolę używania magii (wcześniej zaliczała się do magów rangi S), zaś Elfman stał się niezdolny do przeprowadzenia całkowitej transformacji[32].

Seiyū: Ryōko Ono 
- Gajeel Redfox (jap. ガジル・レッドフォックス Gajiru Reddofokkusu) – były członek gildii Phantom Lord[33], po pokonaniu Mistrza Jose dołącza do Fairy Tail, jak twierdzi "tylko dla zarobku". Znak Fairy Tail ma na lewym ramieniu. Tak jak w przypadku Natsu, jego wiek jest nieznany. Jest Metalowym Smoczym Zabójcą, jak sama nazwa wskazuje – je on metal. Również siedem lat temu zostawiony przez smoka – Metalicanę[34]. Po dołączeniu Wendy do gildii zauważył, że jako jedyny ze Smoczych Zabójców nie ma kota. Mimo że po rozmowie z Makarovem, po rozpadzie gildii Phantom Lord, stał się on mniej agresywny; jest on raczej oschły w stosunku do reszty swojej gildii. Został zwerbowany nie tylko ze względu na chęć Mistrza na uratowanie jego duszy przed samotnością, ale też aby mógł się podjąć długoterminowego, wywiadowczego zadania specjalnego[35]. Nadal zdarza mu się drwić z pozostałych, również ze względu na ich słabość. Gajeel czasem występuje na scenie – według Graya potrafi nieźle komponować, jednak nawet najbardziej ambitne utwory w jego wykonaniu brzmią strasznie.

Seiyū: Wataru Hatano 
- Wendy Marvell (jap. ウェンディ・マーベル Wendi Māberu) – jest 12-letnią nieśmiałą dziewczynką[36]. Ma długie niebieskie włosy i brązowe oczy. Jest Niebiańskim Smoczym Zabójcą[37]. Towarzyszy jej Exceedka – Carla, która ją ciągle poucza[38]. Początkowo była w gildii Cait Shelter, ale po walce z Oracion Seis przyłączyła się do Fairy Tail. Mieszka w Fairy Hills – akademiku dla dziewcząt Fairy Tail. Tak jak Natsu, który aby się wzmocnić je ogień lub w przypadku Gajeela – metal, może ona jeść powietrze (tylko czyste, ponieważ gdy otaczające ją powietrze jest zanieczyszczone, nie może używać swojej magii). Wychowała ją Smoczyca Niebios, Grandeeney, która tak jak Igneel oraz Metalicana zniknęła 7 lat przed akcją serii (7 lipca X777).

Seiyū: Satomi Satō 
- Laxus Dreyar (jap. ラクサス・ドレアー Rakusasu Doreā) – wnuk mistrza Fairy Tail – Makarova i syn banity, Ivana. Uważa, że jego dziadek powinien zrezygnować z rządzenia gildią i przekazać władzę właśnie jemu[39]. Z powodu wykluczenia jego ojca z gildii oraz nieustającemu przebywaniu w cieniu dziadka, Laxus stał się bardzo wrogo nastawiony do najsilniejszych członków Fairy Tail, zaś tymi słabszymi otwarcie pogardza. Dzięki kryształom Lacrimy, które są umieszczone w jego ciele, stał się "Sztucznym Smoczym Zabójcą Błyskawicy" (innymi słowy Smoczym Zabójcą Drugiej Generacji)[40]. Próbował siłą przejąć władzę w Fairy Tail, za co został wykluczony z gildii[41]. Powrócił do niej tuż przed Wielkim Turniejem Magicznym, na wniosek Gildartsa[42].

Seiyū: Katsuyuki Konishi 

## Manga
Seria ukazywała się w magazynie „Shūkan Shōnen Magazine” wydawnictwa Kōdansha od 2 sierpnia 2006 do 26 lipca 2017. Została również opublikowana w 63 tankōbonach, wydawanych między 15 grudnia 2006 a 26 grudnia 2017.

## Anime
Emisja serialu anime rozpoczęła się 12 października 2009 roku. Realizacją zajęły się studia Satelight wraz z A-1 Pictures. Ścieżka dźwiękowa do anime składająca się z czterech albumów została skomponowana przez Yasuharu Takanashiego. Pierwsza seria licząca 175 odcinków była emitowana na kanale TV Tokyo do 30 marca 2013 roku. Stworzono także dziewięć odcinków OVA. 5 kwietnia 2014 roku rozpoczęła się emisja drugiej części serialu. Studio Satelight zostało zastąpione przez studio Bridge, a nowym projektantem postaci został Shinji Takeuchi, który zastąpił Aoiego Yamamoto. Obsada głosowa pozostała bez zmian. Według reżysera serii Shinjiego Ishihary zmiany te mają zapewnić lepszą jakość serialu. Trzecia seria, kończąca całe anime, została zapowiedziana na 2018 rok.

### Film animowany
18 sierpnia 2012 roku miała miejsce premiera filmu kinowego Fairy Tail the Movie: The Phoenix Priestess (jap. 劇場版 FAIRY TAIL 鳳凰の巫女 Gekijōban Fearī Teiru: Hōō no Miko). 6 maja 2017 roku powstał drugi film Fairy Tail: Dragon Cry (jap. 劇場版 フェアリーテイル -DRAGON CRY-? Gekijōban Fearī Teiru: Doragon Kurai).

## Odbiór
Manga Fairy Tail była w 2011 roku czwartą najlepiej sprzedającą się mangą w Japonii. Zdaniem serwisu about.com Fairy Tail było najlepszą mangą typu shōnen wydaną w 2008 roku. Dodatkowo, w 2009 roku, otrzymała nagrodę Kōdansha Manga (w kategorii shōnen) oraz nagrodę Anime Expo (w kategorii manga komediowa). Z przychylnymi opiniami spotkało się także wyprodukowane anime. W 2012 roku zwyciężyło ono w 19. Anime & Manga Grand Prix w Paryżu, zdobywając tytuł „Meilleur Anime Japonais” (najlepszego japońskiego anime).